# Diacantharius forticeps
Diacantharius forticeps là một loài tò vò trong họ Ichneumonidae.